# Labib

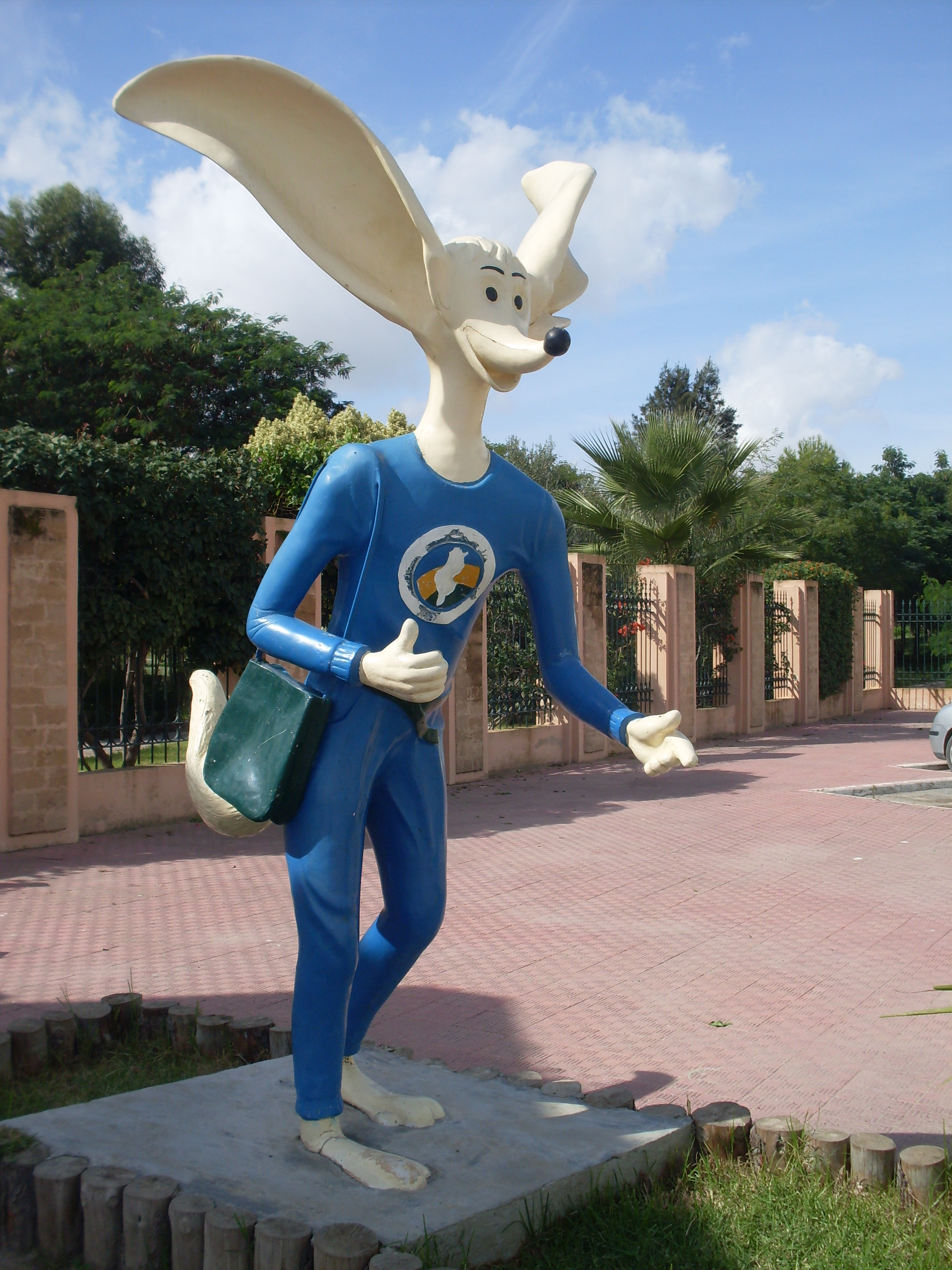
Statue de Labib.

Labib (arabe : لبيب) est la mascotte officielle de l'environnement en Tunisie de 1992 à 2012, date à laquelle la ministre de l'Environnement, Mémia El Benna, annonce la fin de son utilisation.
En 2022, un retour officiel de la mascotte est annoncé.

## Origine

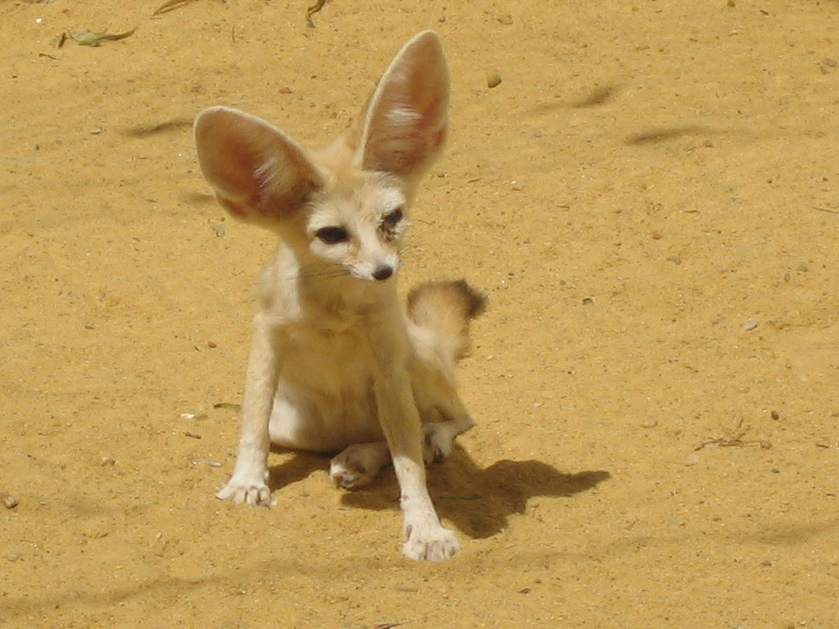
Fennec, source d'inspiration de Labib.

La décision de créer une mascotte pour l'environnement est prise en 1992 par le ministre de l'Environnement Mohamed Mehdi Mlika dans le cadre d'un programme d'éducation, d'information et de sensibilisation à la protection de l'environnement. C'est Chedly Belkhamsa qui conçoit cette mascotte qui représente un fennec, connu aussi sous le nom de « renard des sables du Sahara », un animal présent dans le Sud tunisien.
Dès sa création, on trouve des statues de Labib dans chaque ville tunisienne, notamment le long des boulevards de l'Environnement. Il participe également à plusieurs campagnes de sensibilisation dans les écoles, à la télévision et sur les ondes radiophoniques.

## Retrait
Après la révolution de 2011, sous le gouvernement Jebali, la ministre de l'Environnement Mémia El Benna prend la décision de mettre fin à l'utilisation officielle de cette mascotte qui, selon elle, est trop liée à l'ancien régime de Zine el-Abidine Ben Ali,,.
Le 8 mai 2015, le ministre de l'Environnement Nejib Derouiche déclare qu'une nouvelle mascotte remplacera Labib.

## Retour
Début 2022, la ministre Leila Chikhaoui annonce un retour du Fennec. En juin, une consultation participative est lancée sur la page Facebook du ministère de l'Environnement afin de choisir un nouveau modèle de Labib.   

## Culture
Labib a fait l'objet d'une chanson du groupe ZeMeKeN, Ena Esmi Labib (Je m'appelle Labib).